# Alisol
Alisol (AL) ist eine Referenzbodengruppe der World Reference Base for Soil Resources (WRB). Alisole sind saure, durch Tonverlagerung (Lessivierung) geprägte Böden. Die Tonfraktion wird von Dreischichttonmineralen dominiert. Alisole kommen in feuchten Klimaten auf jungen Landoberflächen vor. Der diagnostische Horizont ist der durch Tonanreicherung gekennzeichnete argic horizon (Bt).
Die typische Horizontfolge gemäß der 4. Auflage der WRB (Annex 3) ist:
- A – Oberboden mit meist mittleren bis höheren Humusgehalten
- E – Tonverarmungshorizont (eluvial)
- Bt – Tonanreicherungshorizont (illuvial) im Unterboden
- C – Ausgangsgestein

## Beschreibung
Die noch wenig fortgeschrittene Verwitterung ist durch austauschstarke Dreischichttonminerale (high-activity clays) wie Vermiculite, Smektite und Illite gekennzeichnet. Die potentielle Kationenaustauschkapazität im Bt-Horizont ist ≥ 24 cmolc/kg Ton. Die Bt-Horizonte sind vielfach intensiv gefärbt, was auf die Bildung und Anreicherung von Eisenoxiden zurückzuführen ist. Alisole zeigen eine intensive Auswaschung von Base-Kationen und sind im Unterboden gekennzeichnet durch eine Dominanz der austauschbaren Aluminium-Ionen über die austauschbaren Base-Kationen (gemessen in cmolc kg−1), was mit niedrigen pH-Werten einhergeht. Die Oberböden weisen mittlere bis höhere Humusgehalte auf.
Alisole sind vielfach forstlich genutzt. Auch Beweidung ist häufig. Will man im Ackerbau höhere Erträge erzielen, so müssen die Böden gekalkt und intensiv gedüngt werden. Eine langandauernde Kalkung kann jedoch die Basensättigung so weit erhöhen, dass die Alisole in Luvisole überführt werden. Der tonreiche Unterboden kann wasserstauend wirken, und im Laufe der Zeit können Alisole in Stagnosole übergehen. Die Oberböden der Alisole sind oft schluffreich und erosionsgefährdet.

## Verwandte Bodentypen
Die WRB kennt fünf Referenzbodengruppen mit obligatem argic horizon. Nur die Retisole haben zusätzlich retic Eigenschaften. Die anderen vier haben keine und werden unterschieden nach der potentiellen Kationenaustauschkapazität pro kg Ton (KAK/kg Ton) im argic horizon und nach der Zusammensetzung der austauschbaren Kationen im Unterboden (gemessen in cmolc kg−1). Bei den Luvisolen ist die KAK hoch, und die austauschbaren Base-Kationen dominieren über die austauschbaren Al-Ionen. Bei den Alisolen ist die KAK hoch, aber das austauschbare Al dominiert. Bei den Lixisolen ist die KAK niedrig, und die austauschbaren Base-Kationen dominieren. Bei den Acrisolen ist die KAK niedrig, und das austauschbare Al dominiert.